# Джеролд
Окръг Джеролд (на английски: Jerauld County) е окръг в щата Южна Дакота, Съединени американски щати. Площта му е 1380 km², а населението - 2028 души (2017). Административен център е град Уесингтън Спрингс.